# Szomolnokita
La szomolnokita és un mineral de la classe dels sulfats, que pertany al grup de la kieserita. Rep el seu nom de la localitat de Szomolnok, Hongria (actualment a Eslovàquia), on va ser descoberta.

## Característiques
La szomolnokita és un sulfat de fórmula química Fe(SO₄)(H₂O). Cristal·litza en el sistema monoclínic. La seva duresa a l'escala de Mohs és 2,5.
Segons la classificació de Nickel-Strunz, la szomolnokita pertany a «07.CB: Sulfats (selenats, etc.) sense anions addicionals, amb H₂O, amb cations de mida mitjana» juntament amb els següents minerals: dwornikita, gunningita, kieserita, poitevinita, szmikita, cobaltkieserita, sanderita, bonattita, aplowita, boyleïta, ilesita, rozenita, starkeyita, drobecita, cranswickita, calcantita, jôkokuïta, pentahidrita, sideròtil, bianchita, chvaleticeïta, ferrohexahidrita, hexahidrita, moorhouseïta, niquelhexahidrita, retgersita, bieberita, boothita, mal·lardita, melanterita, zincmelanterita, alpersita, epsomita, goslarita, morenosita, alunògen, metaalunògen, aluminocoquimbita, coquimbita, paracoquimbita, romboclasa, kornelita, quenstedtita, lausenita, lishizhenita, römerita, ransomita, apjohnita, bilinita, dietrichita, halotriquita, pickeringita, redingtonita, wupatkiïta i meridianiïta.

## Formació i jaciments
És un producte comú d el'alteració dels sulfurs de ferro com la pirita, la marcassita o la pirrotita. Va ser descoberta a la localitat de Smolník, situada al comtat de Gelnica, a la regió de Košice, Eslovàquia, on sol trobar-se associada a la romboclasa.